# Viator (Almería)
Viator es una localidad y municipio español situado en la parte central de la comarca Metropolitana de Almería, en la provincia de Almería, comunidad autónoma de Andalucía. Limita con los municipios de Almería, Huércal de Almería y Pechina. Por su término discurre el río Andarax.
En esta localidad se encuentra la Base Álvarez de Sotomayor de la Legión Española.

## Toponimia
Hay dos teorías sobre el origen del nombre: una latina, como vía o camino, aunque existe la creencia de que el topónimo Viator procede de Vía Turris, camino de la torre, y se refiere al cortijo llamado de Torreserena que había en las proximidades; y otra árabe, Biâ Tôr, cuyo significado sería pozos del toro.

## Geografía física

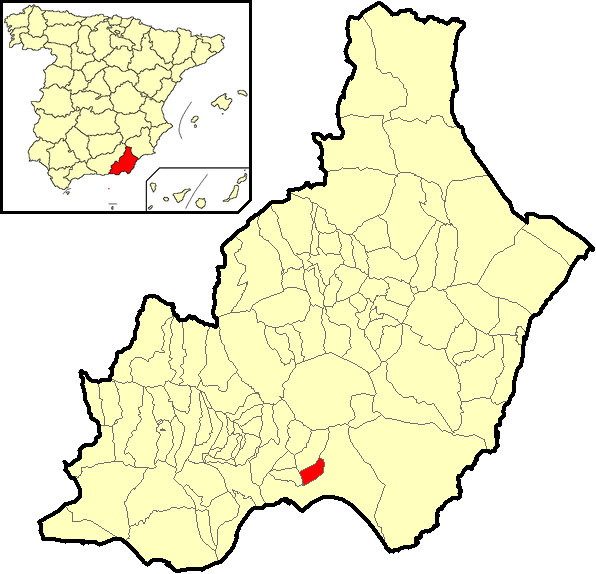
Extensión del municipio en la provincia de Almería

Integrado en la comarca Metropolitana de Almería, se sitúa a 10 kilómetros del centro de la capital almeriense. El término municipal está atravesado por la autovía del Mediterráneo (A-7) entre los pK 450 y 455, además de por la autovía A-92, que permite la comunicación de Almería con Granada. 
El relieve del municipio está formado por el valle del río Andarax al oeste y el ascenso progresivo hacia la sierra Alhamilla al este. La rambla del Quemado y el barranco de las Ortigas discurren entre las primeras elevaciones de la sierra. La altitud del municipio oscila entre los 296 metros al noreste (Loma del Nijareño) y los 50 metros a orillas del río Andarax. El pueblo se alza a 95 metros sobre el nivel del mar.

### Ubicación
| Noroeste: Huércal de Almería y Pechina | Norte: Pechina | Nordeste: Almería |
| Oeste: Huércal de Almería              |                | Este: Almería     |
| Suroeste: Almería                      | Sur: Almería   | Sureste: Almería  |

### Riesgos naturales
El municipio de Viator cuenta con un PTEL que cumple con la Ley 5/2010 sobre autonomía local.

## Historia
Parece que transcurría aquí la calzada romana de Cástulo a Malaca antes de cruzar el río para seguir la costa. Su origen puede que venga del periodo de al-Ándalus, cercano a la fundación de Almería en el siglo X. En La Juaida existe un yacimiento musulmán con material en superficie.
Tras la Guerra de Granada y capitulación de Almería en 1489, los lugares de Viator y Huércal se consideraron arrabales de Almería. A principios del siglo XVI, su población constaba de 155 habitantes, todos moriscos. Después de la Guerra de las Alpujarras (1568-1570), los lugares moriscos de Viator, Huércal, Alhadra Alta, Alhadra Baja y El Alquián quedaron despoblados. La repoblación se llevó a cabo en 1587 con nueve vecinos. La población se fue configurando con un modelo pueblo calle o lineal.  

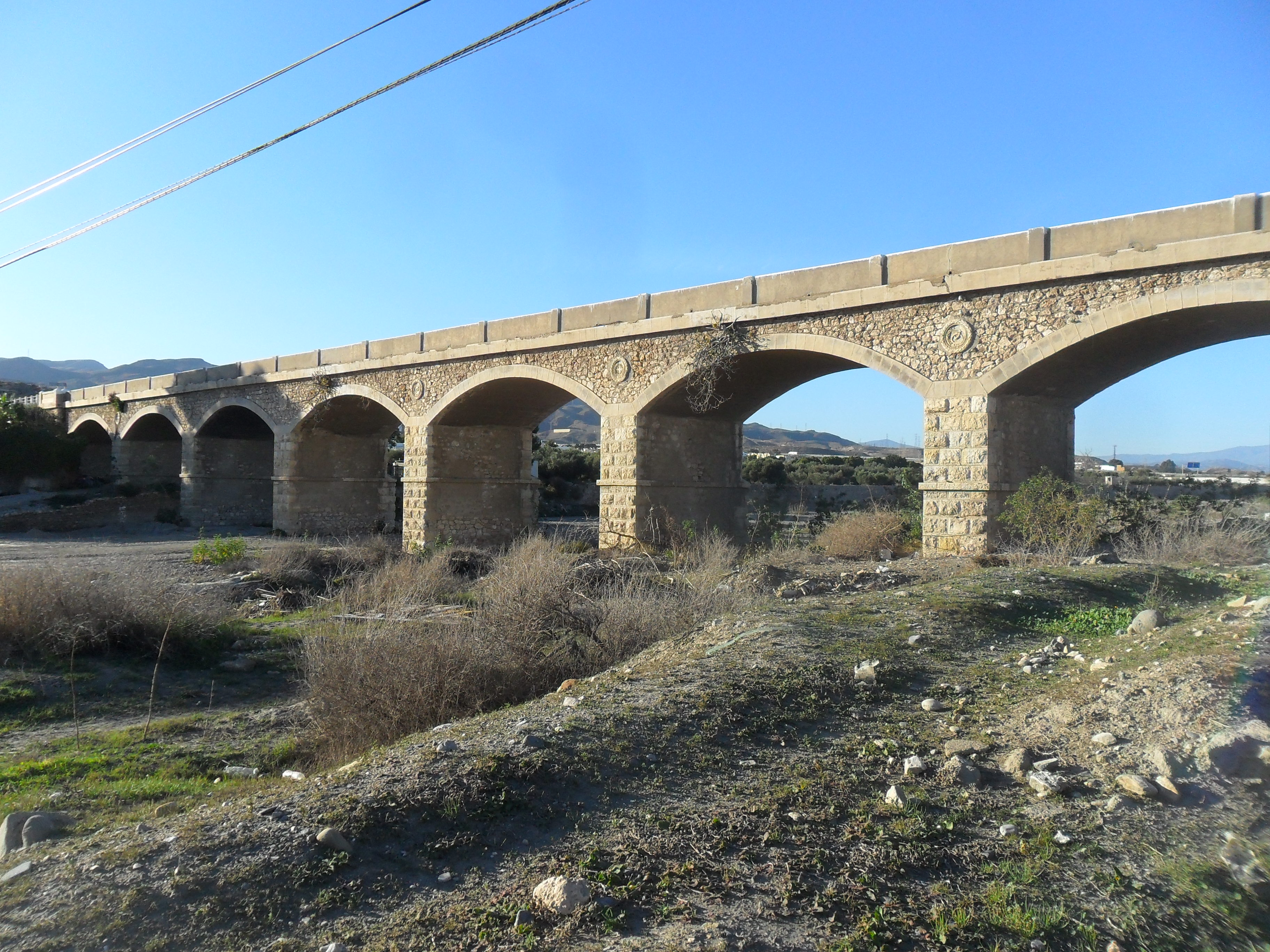
Puente sobre el río Andarax (1920)

En 1835 Viator se segregó de Almería, pero su término municipal no se conformará hasta finales de siglo ante la demanda interpuesta por Viator ante la Audiencia de Granada. A mediados del siglo XIX ya presenta una estructura urbana constituida por 300 viviendas, la mitad de ellas en cuevas, huyendo de las crecidas del río Andarax, agrupadas alrededor de los cerros de la Cruz de Mayo y del Calvario; el resto se alinea a lo largo del camino en dirección a Almería. De 1865 data la fuente del Cauce de la Buena Unión, un sistema de riego para el regadío de terrenos en El Alquián. Para el aprovechamiento de los terrenos destinados a la agricultura se construyeron bancales, balates e infraestructuras hídricas en el cauce del río Andarax.
El siglo XX se caracterizará por el descenso de población, como en toda la provincia de Almería. En 1920 se construyó el puente sobre el Andarax entre Huércal y Viator. Impulsado por Fernando Álvarez de Sotomayor, en 1924 se levantó el campamento militar de tránsito de Viator para las tropas de la guerra del Rif en el Protectorado Español de Marruecos. Tras la guerra se instaló en Viator el Regimiento de Infantería de la Corona n.º 71. Durante la Guerra Civil se convirtió en Centro de Militarización de Milicias del Ejército de la República. De abril a octubre de 1939 se empleó como campo de concentración de prisioneros republicanos, llegando a albergar a más de 6500 internos que sufrieron una gran mortandad, incluso por heridas leves de guerra que no recibían ninguna atención médica. De 1995 data la creación de la Brigada de Infantería Rey Alfonso XIII II de La Legión, que tiene su Base en Viator.
No sería hasta verano de 1952 que se produjera la llegada de la primera línea telefónica, tras un esfuerzo económico compartido con Huércal de Almería, que asumiría la mitad del coste para que la línea se extendiera hasta su localidad.
A principios del siglo XXI se produce un incremento de población en nuevos desarrollos residenciales, así como el polígono industrial La Juaida por su cercanía a la capital y dotación de servicios, menos urbanizado que Huércal de Almería. En el periodo 2010-2020 la población de Viator ha crecido un 18%.

## Geografía humana

### Organización territorial
El municipio viatoreño es una de las nueve entidades que componen el área metropolitana de Almería, y comprende los núcleos de población de Viator —capital municipal—, Campamento y La Juaida.

### Demografía
Población y tasa de crecimiento demográfico
Cuenta con una población de 6271 habitantes (INE 2024).
| Gráfica de evolución demográfica de Viator entre 1842 y 2021                                                          |
| |
| Población de derecho según los censos de población del INE. Población de hecho según los censos de población del INE. |

### Comunicaciones

#### Conexiones
Carreteras
Las vías que atraviesan el municipio son:
 A-7  Autovía que une el Mediterráneo; vertebra el municipio. 
 A-1000  Une la localidad con Huércal de Almería, asimismo, la conecta con la A-7.
 AL-3117  Une la localidad con Rioja por un lado, y por otro con El Alquián.
Ferrocarril
La estación de ferrocarril más cercana es la de Huércal-Viator, aunque se encuentra en desuso. La más cercana que presta servicio es la Estación de Almería.
Desde abril de 2024, se están desarrollando en el municipio, concretamente en el área del polígono industrial La Juaida, las obras de la Línea de Alta Velocidad Murcia-Almería, exactamente el tramo Níjar-Río Andarax. Se está construyendo un túnel belga de 878 metros. 
Autobús
El municipio se encuentra dentro del Consorcio de Transporte Metropolitano del Área de Almería, el cual tiene tres líneas que discurren por él y lo conectan con otros municipios del Bajo Andarax, la ciudad de Almería y la Universidad.
Transporte aéreo
El aeropuerto más cercano es el de Almería, que se encuentra a unos 8 kilómetros aproximadamente.

### Economía
Hoy día su proximidad a la capital hace que parte de su población se dedique al sector servicios, pero la actividad principal sigue siendo la agricultura.
Viator se encuentra dentro de la zona de producción IGP Tomate de La Cañada Níjar.

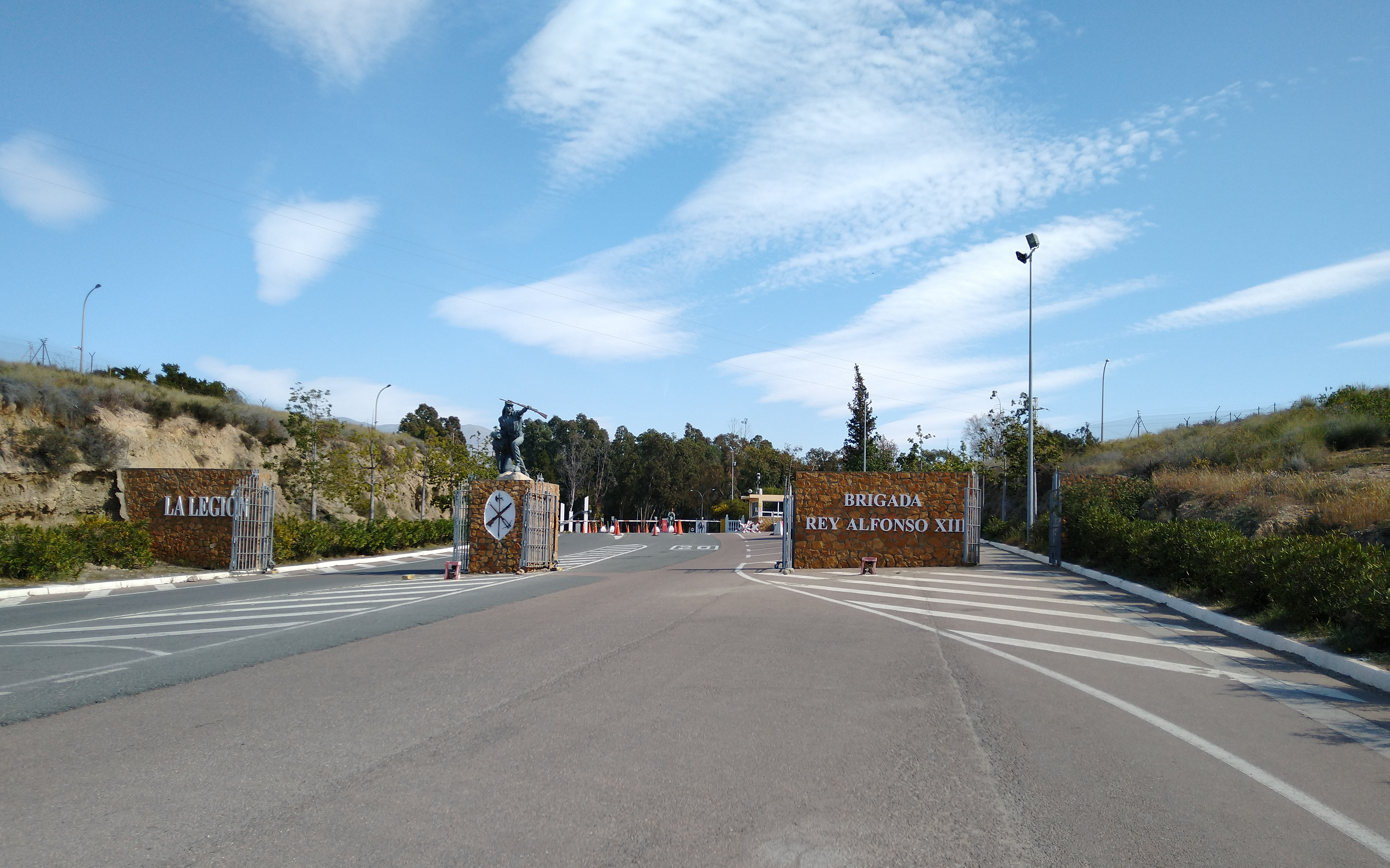
Base Álvarez de Sotomayor de la Brigada «Rey Alfonso XIII» II de La Legión

## Política

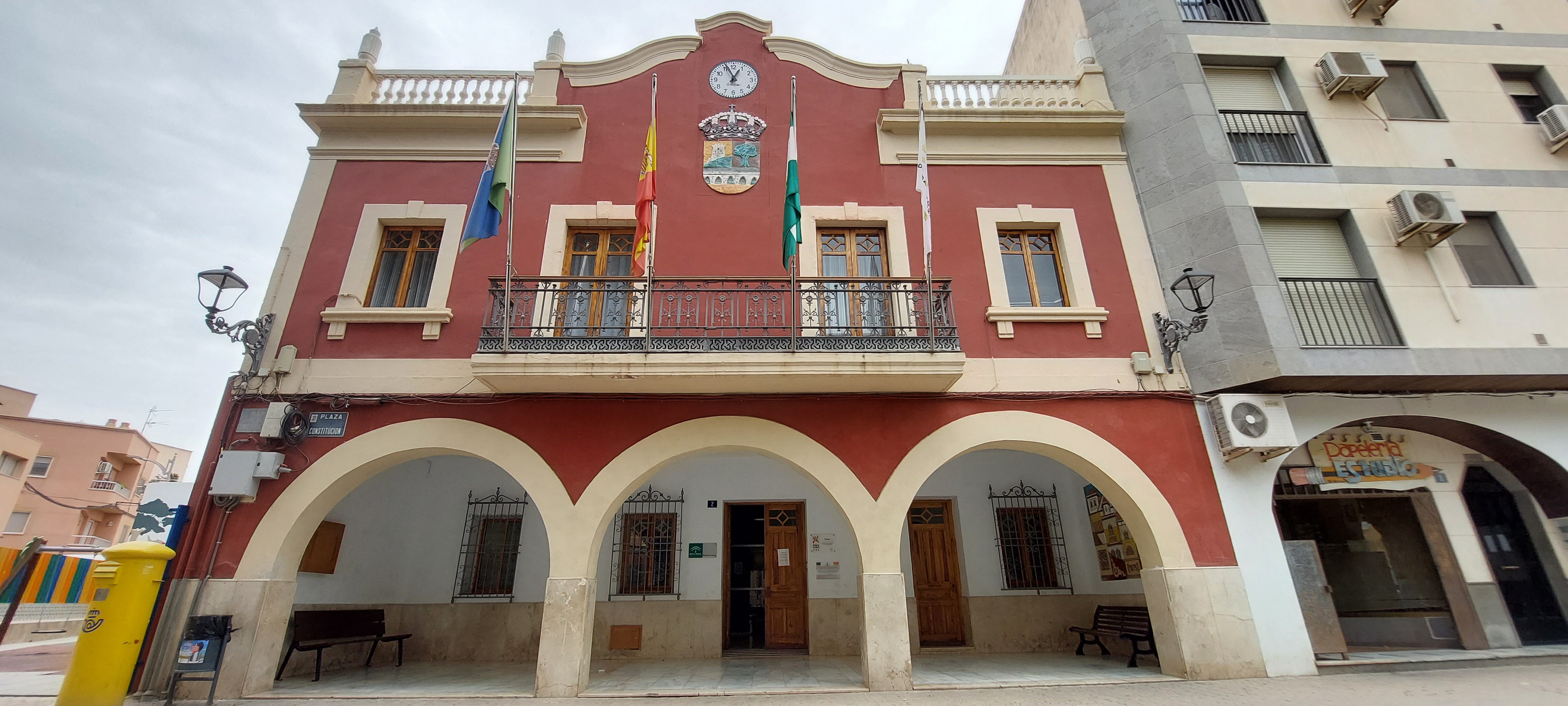
Casa Consistorial de Viator

| Periodo   | Nombre                       | Partido |
| --------- | ---------------------------- | ------- |
| 1979-1983 | Juan Antonio Segura Vizcaíno | PSOE    |
| 1983-1987 | Joaquín Álvarez Fernández    | PSOE    |
| 1987-1991 | Joaquín Álvarez Fernández    | PSOE    |
| 1991-1995 | Joaquín Álvarez Fernández    | PSOE    |
| 1995-1999 | Joaquín Álvarez Fernández    | PSOE    |
| 1999-2003 | Cristóbal Urrutia Cruz       | PSOE    |
| 2003-2007 | Cristóbal Urrutia Cruz       | PSOE    |
| 2007-2011 | Cristóbal Urrutia Cruz       | PSOE    |
| 2011-2015 | María del Mar López Asensio  | PP      |
| 2015-2019 | Manuel Jesús Flores Malpica  | PSOE    |
| 2019-2023 | Manuel Jesús Flores Malpica  | PSOE    |
| 2023-act. | Manuel Jesús Flores Malpica  | PSOE    |

| Partido político                                    | 2023  | 2023       | 2019  | 2019       | 2015  | 2015       | 2011  | 2011       | 2007  | 2007       | 2003  | 2003       | 1999  | 1999       |
| Partido político                                    | %     | Concejales | %     | Concejales | %     | Concejales | %     | Concejales | %     | Concejales | %     | Concejales | %     | Concejales |
| Partido Socialista Obrero Español (PSOE)            | 57,90 | 8          | 56,69 | 8          | 52,58 | 7          | 45,37 | 6          | 54,02 | 6          | 58,75 | 7          | 58,68 | 7          |
| Partido Popular (PP)                                | 32,57 | 4          | 34,26 | 5          | 42,18 | 6          | 51,08 | 7          | 32,36 | 4          | 32,26 | 4          | 30,01 | 3          |
| Vox                                                 | 6,53  | 1          | 6,45  | 0          | -     | -          | -     | -          | -     | -          | -     | -          | -     | -          |
| Izquierda Unida-Los Verdes (IU-LV-CA)/Para la Gente | 0,61  | 0          | 1,49  | 0          | 3,35  | 0          | 2,3   | 0          | 1,07  | 0          | 1,43  | 0          | 11,31 | 1          |
| Grupo Independiente por Almería (GIAL)              | -     | -          | -     | -          | -     | -          | -     | -          | 11,26 | 1          | -     | -          | -     | -          |

| Partido político                          | 1995  | 1995       | 1991  | 1991       | 1987  | 1987       | 1983  | 1983       | 1979  | 1979       |
| Partido político                          | %     | Concejales | %     | Concejales | %     | Concejales | %     | Concejales | %     | Concejales |
| Partido Socialista Obrero Español (PSOE)  | 52,53 | 6          | 78,92 | 9          | 74,88 | 8          | 64,97 | 8          | 43,55 | 5          |
| Partido Popular (PP)                      | 34,32 | 4          | 21,75 | 2          | 25,12 | 3          | -     | -          | -     | -          |
| Izquierda Unida-Los Verdes (IU-LV-CA)/PCE | 13,15 | 1          | -     | -          | -     | -          | 5,80  | 0          | 12,67 | 1          |
| Independientes                            | -     | -          | -     | -          | -     | -          | 29,23 | 3          | -     | -          |
| UCD                                       | -     | -          | -     | -          | -     | -          | -     | -          | 43,78 | 5          |

## Servicios públicos

### Educación
El municipio dispone de cuatro centros de educación infantil, dos centros de educación primaria: el CEIP Joaquín Visiedo y el CEIP Camino de la Torre, y un centro de educación secundaria: el IES Torreserena.

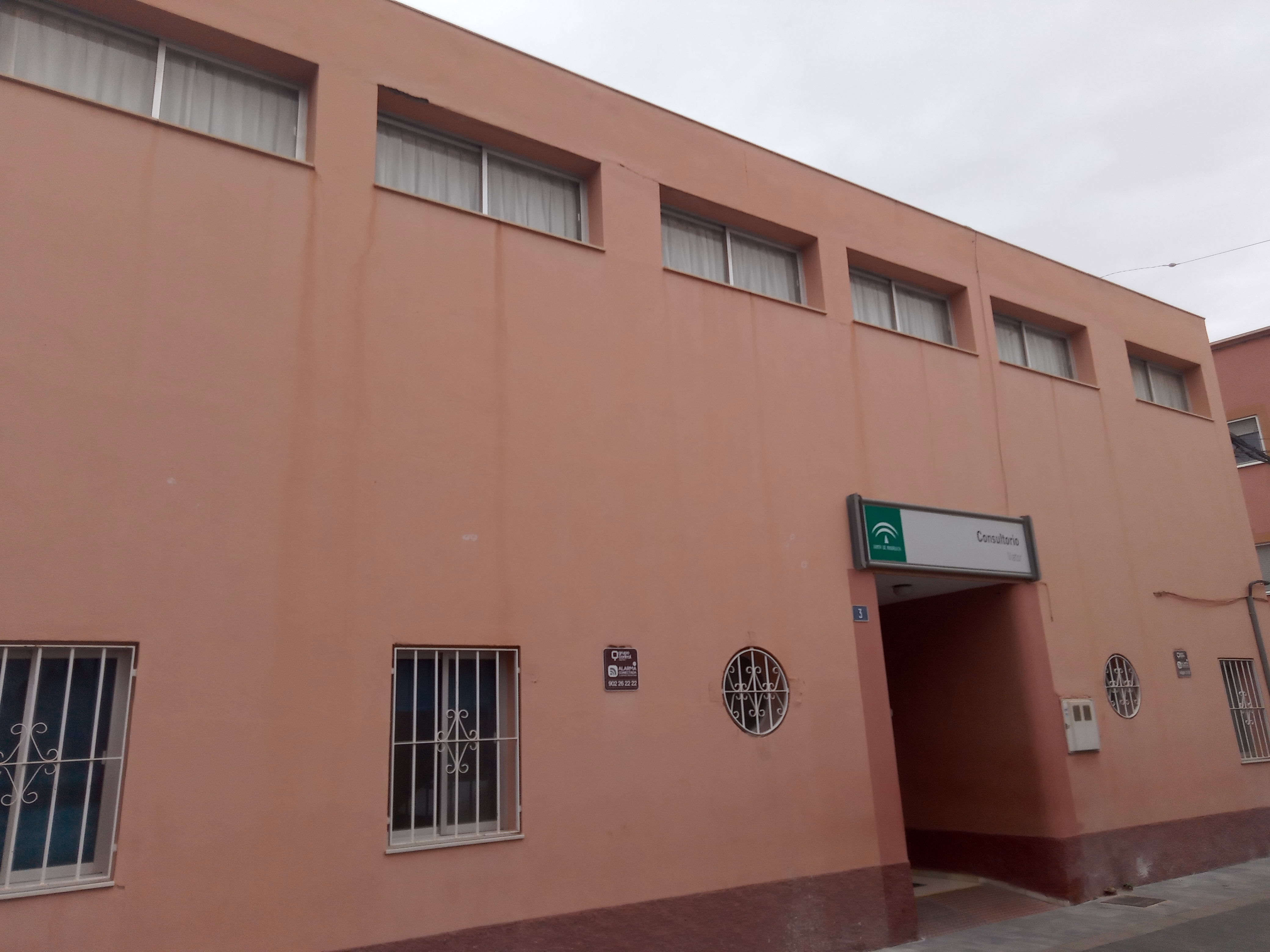
Consultorio de Viator

### Sanidad
Dispone de consultorio médico que depende del Distrito Almería y se encuentra en el área de influencia del Hospital Universitario Torrecárdenas.

### Seguridad
El puesto de la Guardia Civil más cercano se halla en Huércal de Almería. Existe un cuartel de policía local en el municipio.

## Cultura

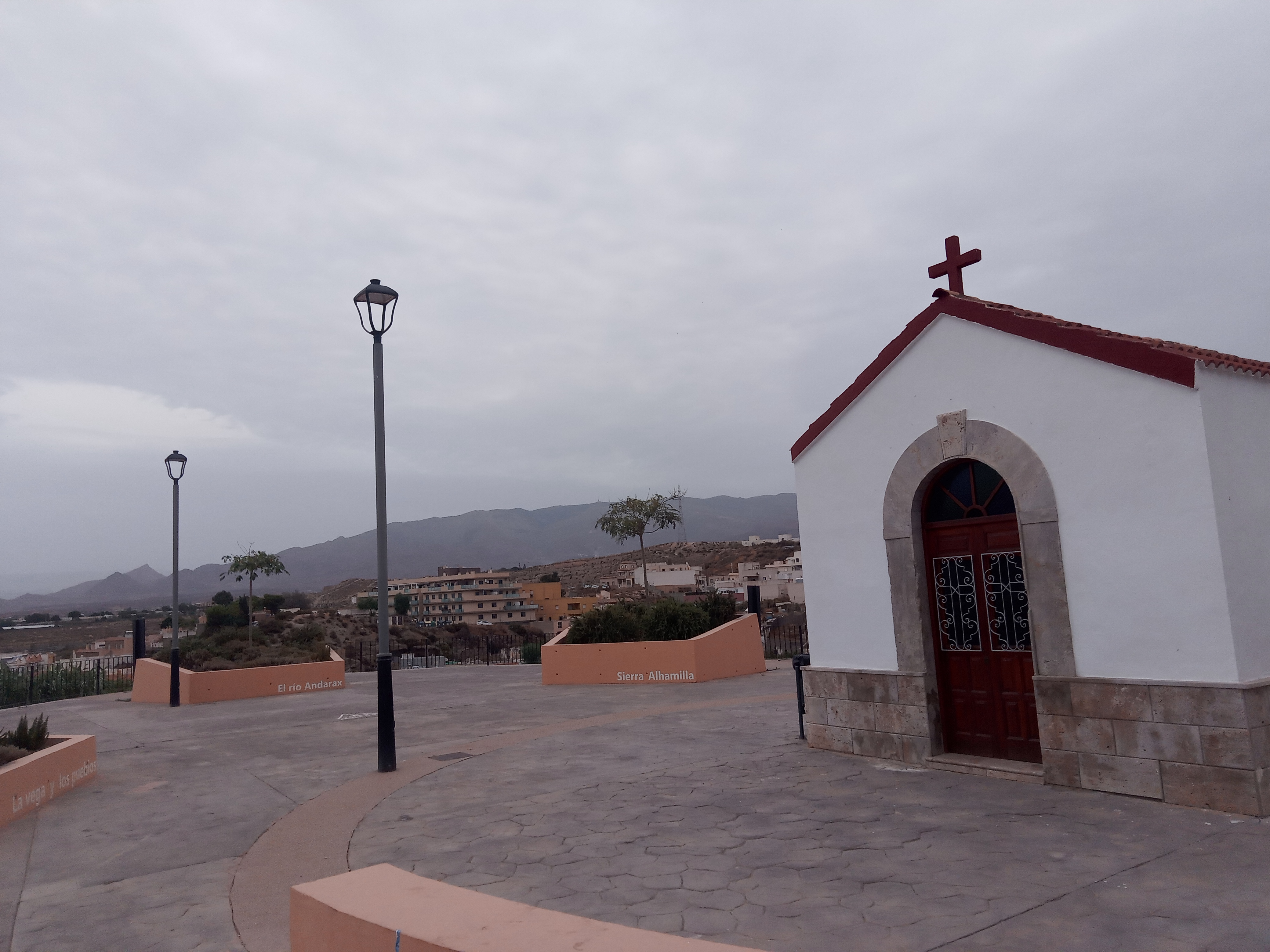
Ermita del cerro de la Cruz

### Patrimonio
Civil
- Existe un yacimiento paleontológico en el paraje conocido como Palmo de Salas, en el que se han encontrado diversos restos fósiles de la Era Terciaria, destacando los restos de ballenas del Plioceno. Destacan los restos de una ballena barbuda muy bien conservados y casi completos, entre ellos una mandíbula que puede suponer el descubrimiento de una nueva especie.[22]

- El cortijo Quesada es un edificio correspondiente a la segunda mitad del siglo XIX, de carácter burgués e inspirado en la arquitectura urbana ecléctica del siglo XIX. Está formado por un conjunto de edificaciones en el que se incluyen la vivienda del propietario, de los aparceros y otros destinados a la producción. Destaca la arboleda y vegetación que lo circunda, formando un jardín romántico con fuente y templete.[23]

Religioso
- Iglesia parroquial de Nuestra Señora de las Angustias, siglo XVIII.
- Ermita de la Virgen del Carmen. Ermita que alberga la imagen homónima. Históricamente, albergada en una pequeña  ermita, en 2009 se construyó una nueva, compuesta por un cristal blindado y con mecanismos de regulación térmica para preservar la imagen con altas temperaturas.[24]

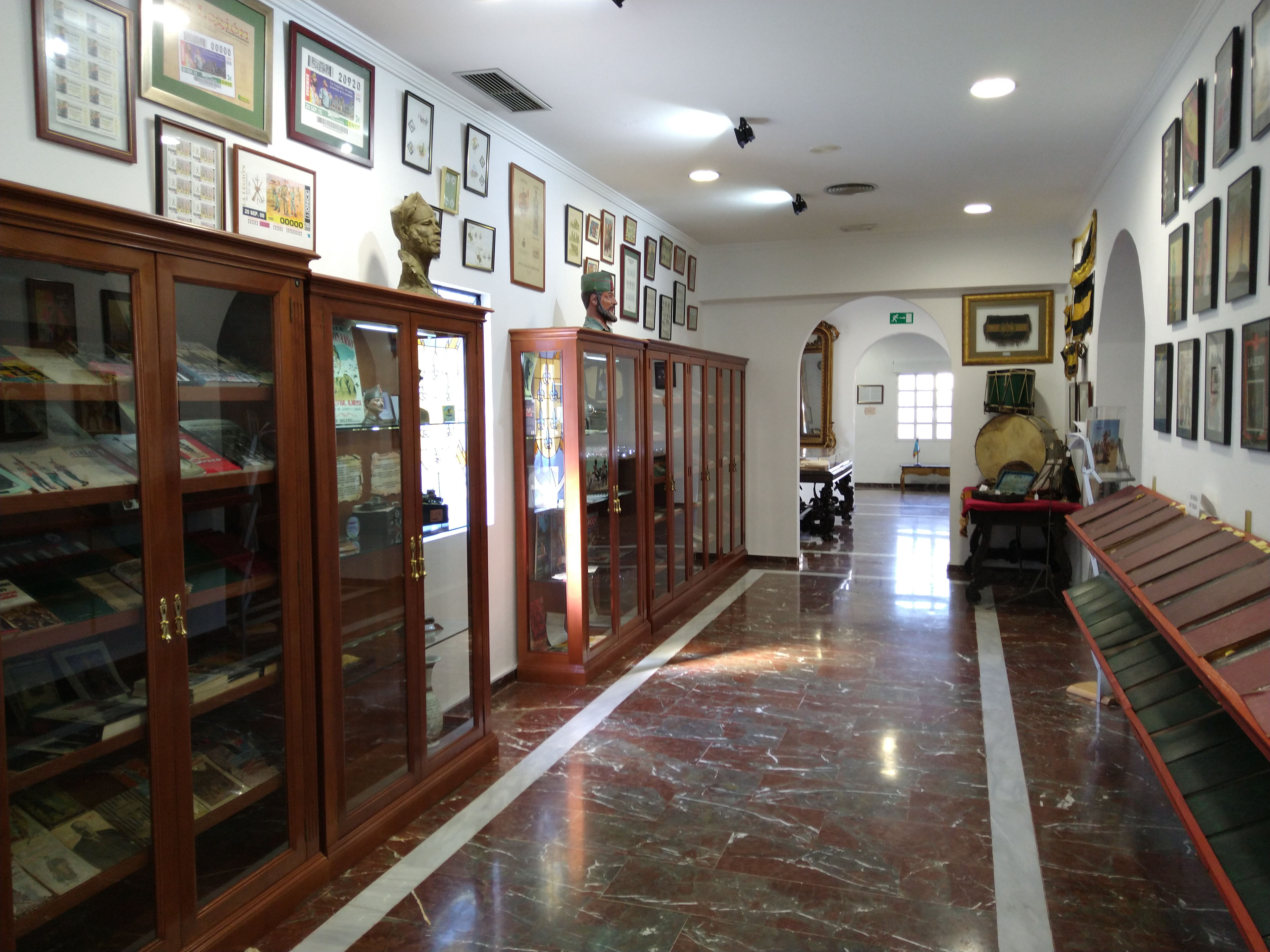
Colección Museográfica de La Legión en Almería.

### Entidades culturales
Museos
En 2012 se construyó el Museo Paleontológico de La Ballena de Viator, un espacio museístico que, constando de varias salas, expone la evolución de las especies, secciones dedicadas a la paleontología que albergan restos paleontológicos y otras secciones interactivas.
Señalar la Colección Museográfica de La Legión, inaugurada en 1997 y que ocupa más de 1000 m² en la Base Álvarez de Sotomayor.

### Patrimonio cultural inmaterial
Festividades
- Fiestas de la Virgen de las Angustias: Celebrada desde el siglo XVIII, las fiestas duran 4 días. 9 días antes del comienzo, la Virgen se baja de su hornacina por la novena que se celebra en su honor. El jueves comienzan, con el encendido del alumbrado de las fiestas y el lanzamiento de cohetes. El viernes se realiza una ofrenda floral. El sábado se celebra la feria de la longaniza, donde este embutido tiene el protagonismo en este día junto a otros embutidos caseros. El domingo se celebra la misa y posterior procesión por el pueblo, donde participa la Legión.[26]

## Deporte

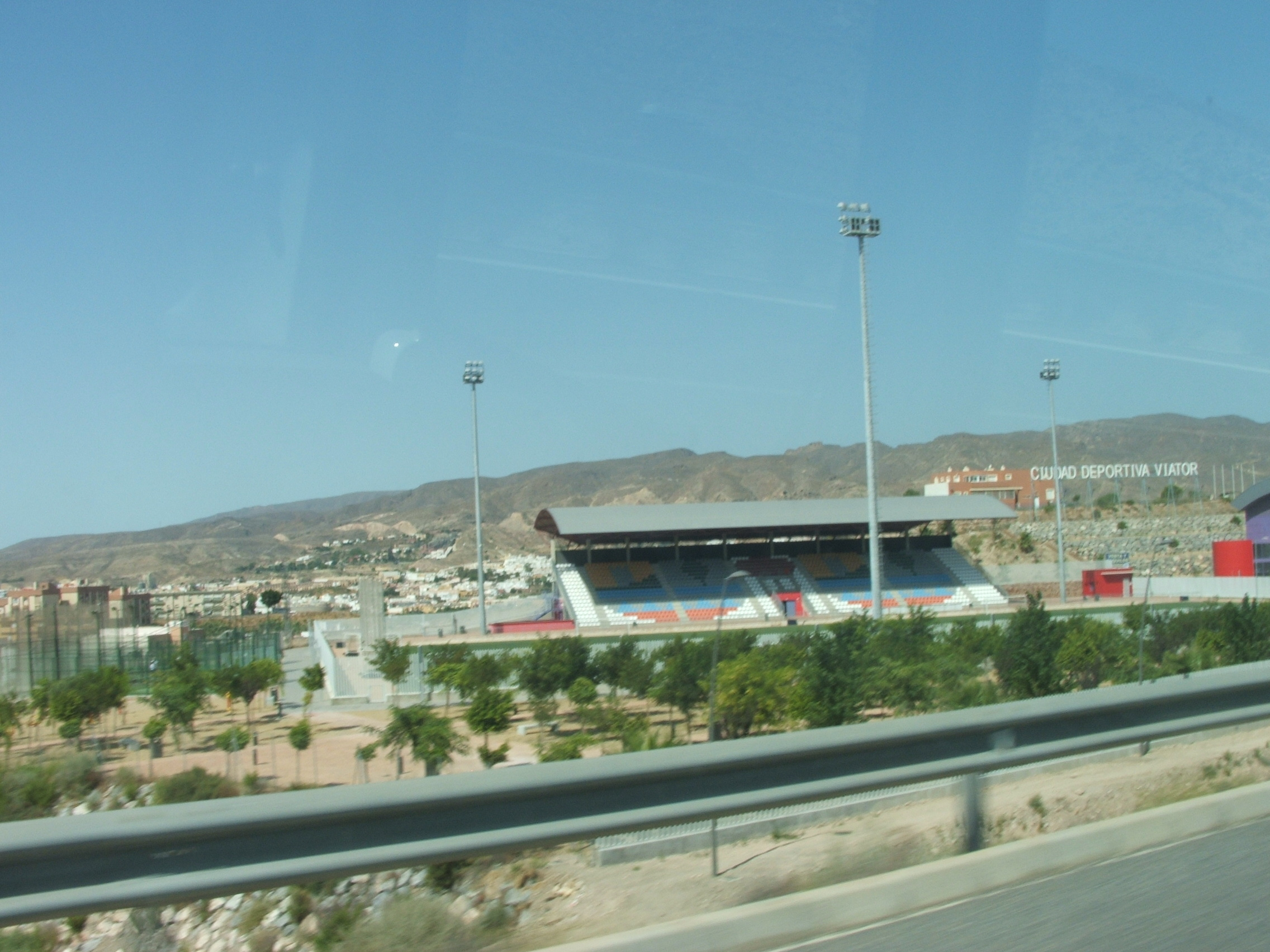
Ciudad Deportiva de Viator, vista desde la Autovía del Mediterráneo.

### Instalaciones deportivas
El municipio cuenta con una serie de instalaciones deportivas centralizadas en la Ciudad Deportiva que está formada por:
- Pabellón deportivo: Cuenta con una pista polideportiva sintética y con un graderío con capacidad para 640 espectadores.
- Campo municipal de fútbol Antonio Palenzuela: Formado por un campo de fútbol de 103x68 metros de césped artificial y dos campos de fútbol 7 transversales. Cuenta con un graderío con una capacidad para 1600 espectadores.
- Pistas Municipales de Pádel: Formada por tres pistas.

Complejo Deportivo "La Piscina": Cuenta con aforo máximo para 150 personas. Se realizan actividades deportivas acuáticas, además de realizar la función de piscina municipal.
Existen otras instalaciones deportivas como las pistas municipales de petanca, formadas por 6 pistas que disponen de iluminación; el Complejo deportivo municipal El Polígono formado por una pista de pádel; y el frontón municipal, de 36x10 metros y con un graderío con capacidad para 100 personas. 
En 2017 Viator recibió el premio Agesport a la mejor gestión deportiva de Andalucía en municipios menores a 7500 habitantes. El 19 de julio de 2021, fue nombrada Villa Europea del Deporte para el año 2022.

### Eventos deportivos
Hockey
Viator ha acogido diversas competiciones nacionales y andaluzas, siendo el Hockey sala uno de los deportes principales. En hockey acogió los campeonatos andaluces y cadete de hockey sala de 2016; el campeonato andaluz infantil de Hockey sala de 2019 junto a Pechina; y el campeonato juvenil de España de hockey sala de 2021.
Muay thai y Kick boxing
Viator se ha convertido en un punto clave para el Muay Thai y Kick Boxing en Andalucía. En febrero de 2024, la ciudad acogió un importante evento nacional, reuniendo a destacados luchadores de toda España. Este evento consolidó su reputación como epicentro de estos deportes de combate.
En junio de 2024, Viator fue sede de la primera velada femenina de Muay Thai y Kick Boxing en Andalucía, marcando un hito en la promoción de la igualdad de género en los deportes de combate. Ambos eventos han reforzado la posición del municipio como un lugar destacado para la celebración de competiciones deportivas a nivel nacional.